# Ectemnonotum moultoni
Ectemnonotum moultoni är en insektsart som beskrevs av Schmidt 1911. Ectemnonotum moultoni ingår i släktet Ectemnonotum och familjen spottstritar. Inga underarter finns listade i Catalogue of Life.